# Breathe (песня Erasure)
«Breathe» (в переводе с англ. — «Дыши») — песня британского электронного дуэта Erasure, первый сингл из их одиннадцатого студийного альбома Nightbird. Вышел 3 января 2005 года на лейбле Mute.

## О песне
Написанная и спродюсированная Винсом Кларком и Энди Беллом, «Breathe» представляет собой среднетемповую любовную песню, по стилю похожую на «Always», выпущенную Erasure в 1994 году в поддержку их шестого студийного альбома I Say I Say I Say и позже включенную в его трек-лист. Радиоверсия песни была немного изменена по сравнению с альбомной, в первую очередь это касается вступления.
Британский ограниченный выпуск CD-версии релиза содержал материалы, при помощи которых поклонники могли изготовить собственные ремиксы песни. Спустя некоторое время, их стало можно загружать на отдельный сайт (erasuredownload.com, по состоянию на 2018 год не работает), специально созданный для обмена ремиксами.
Песня рассматривалась поклонниками и критиками как возвращение дуэта к своей привычной музыкальной форме, что привело к сравнению с «золотыми днями» дуэта конца 80-х — начала 90-х, когда вершины британского альбомного чарта достигали альбомы The Innocents и Chorus.
«Breathe» достигла четвёртого места британского песенного чарта. Это был лучший показатель для песен дуэта за всё десятилетие, прошедшее со времени выпуска сингла «Always», также занимавшего четвёртую строчку. Заняла первую строчку чарта Дании. В США «Breathe» стала первой за восемь лет песней дуэта, которая попала в чарт Hot Dance Club Play журнала Billboard. В указанном чарте заняла первую строчку. Также занимала первую строчку в чарте продаж танцевальной музыки.
Автор дизайна обложки сингла — британский художник Роб Райан. На разных версиях сингла обложки различаются по цвету фона и положению отдельных элементов — например, листьев на ветках дерева.

## Музыкальный видеоклип
Видеоклип на «Breathe» снял режиссёр Кристиан Бевилакуа. По сюжету, в большом японском городе маленькая девочка-беспризорница безуспешно пытается продавать прохожим спички. Один прохожий случайно задевает спичечный коробок, и спички просыпаются на тротуар. Когда девочка протягивает к рассыпавшимся спичкам руки, чтобы собрать их, некоторые спички начинают танцевать. Начинается снегопад, девочка уходит с улицы и ложится спать около стены здания и большого мусорного бака. Она зажигает спичку, греет руки и вскоре засыпает. Зажжённая спичка танцует до тех пор, пока не догорает.

## Список композиций
Слова и музыка всех песен — написаны Винсом Кларком и Энди Беллом.
| №  | Название     | Длительность |
| -- | ------------ | ------------ |
| 1. | «Breathe»    | 3:49         |
| 2. | «Gone Crazy» | 3:26         |

| №  | Название                                                       | Длительность |
| -- | -------------------------------------------------------------- | ------------ |
| 1. | «Breathe» (LMC Extended Club Mix)                              | 6:11         |
| 2. | «Breathe» (When Andy Bell Met Manhattan Clique Extended Remix) | 7:18         |
| 3. | «Breathe» (Acoustic Version)                                   | 4:01         |

| №  | Название                          | Длительность |
| -- | --------------------------------- | ------------ |
| 1. | «Breathe» (Radio Version)         | 3:50         |
| 2. | «Mr. Gribber And His Amazing Cat» | 2:44         |
| 3. | «Breathe» (видеоклип)             | 3:56         |

| №  | Название                  | Длительность |
| -- | ------------------------- | ------------ |
| 1. | «Breathe» (Radio Version) | 3:54         |

| №  | Название                                                       | Длительность |
| -- | -------------------------------------------------------------- | ------------ |
| 1. | «Breathe» (Radio Version)                                      | 3:45         |
| 2. | «Breathe» (Album Version)                                      | 3:49         |
| 3. | «Gone Crazy»                                                   | 3:24         |
| 4. | «Mr. Gribber And His Amazing Cat»                              | 2:43         |
| 5. | «Breathe» (Acoustic Version)                                   | 3:57         |
| 6. | «Breathe» (Pete Heller’s Phela Mix)                            | 7:13         |
| 7. | «Breathe» (LMC Extended Club Mix)                              | 6:11         |
| 8. | «Breathe» (When Andy Bell Met Manhattan Clique Extended Remix) | 7:19         |
| 9. | «Breathe» (видеоклип)                                          | 3:55         |

## Чарты
| Чарт (2005)             | Позиция |
| ----------------------- | ------- |
| Hitlisten               | 1       |
| European Hot 100        | 34      |
| German Singles Chart    | 35      |
| IRMA                    | 30      |
| FIMI                    | 44      |
| Sverigetopplistan       | 33      |
| Romanian Top 100        | 43      |
| UK Singles Chart        | 4       |
| Dance/Club Play Singles | 1       |
| Hot Dance Music Sales   | 1       |